# Wowkowe (obwód doniecki)
Wowkowe (ukr. Вовкове) – wieś na Ukrainie, w obwodzie donieckim, w rejonie pokrowskim, w hromadzie Pokrowsk. W 2001 liczyła 23 mieszkańców.